# Centaurea eriophora
Centaurea eriophora — вид рослин роду волошка (Centaurea), з родини айстрових (Asteraceae).

## Біоморфологічна характеристика
Однорічна рослина. Листки цілі; краї зубчасті або пилчасті; прилистки відсутні. Квіточки жовті. Період цвітіння: квітень.

## Середовище проживання
Країни проживання: Ізраїль, Іспанія (у т. ч. Канарські острови), Португалія, Алжир, Марокко, Туніс. Населяє порушені місця проживання.